# Karshomyia
Karshomyia är ett släkte av tvåvingar. Karshomyia ingår i familjen gallmyggor.

## Dottertaxa tillKarshomyia, i alfabetisk ordning[1]
- Karshomyia abnormis
- Karshomyia acerina
- Karshomyia acietata
- Karshomyia alata
- Karshomyia apicalis
- Karshomyia apiculata
- Karshomyia atricauda
- Karshomyia borealis
- Karshomyia caulicola
- Karshomyia ciliata
- Karshomyia cocci
- Karshomyia coccidarum
- Karshomyia curiosa
- Karshomyia curvidentata
- Karshomyia dubia
- Karshomyia ectopia
- Karshomyia figurata
- Karshomyia fungicola
- Karshomyia galeriformis
- Karshomyia garhwalensis
- Karshomyia hemisphaerica
- Karshomyia insolens
- Karshomyia insolita
- Karshomyia inusitata
- Karshomyia longilobis
- Karshomyia mamaevi
- Karshomyia marikovskii
- Karshomyia melioria
- Karshomyia mira
- Karshomyia obstructa
- Karshomyia oklandi
- Karshomyia orientalis
- Karshomyia pallida
- Karshomyia peculiaris
- Karshomyia perissa
- Karshomyia praecipua
- Karshomyia producta
- Karshomyia pusilla
- Karshomyia quadrii
- Karshomyia quercina
- Karshomyia ramosa
- Karshomyia setosa
- Karshomyia sidorenkoi
- Karshomyia speciosa
- Karshomyia spinosa
- Karshomyia spinulifera
- Karshomyia spinulosa
- Karshomyia spungisi
- Karshomyia striatella
- Karshomyia terminalis
- Karshomyia townsendi
- Karshomyia triangularis
- Karshomyia twiarcus
- Karshomyia viburni
- Karshomyia xylogena
- Karshomyia xylophilus